# Utility Film
Unter einem Utility-Film versteht man einen sprachfreien oder spracharmen interaktiven Anleitungsfilm, der aus einzelnen, miteinander verlinkten Videoclips besteht. Jeder Handlungsschritt wird in einem separaten wenige Sekunden langen Videoclip dargestellt. Der Anwender kann sich einen Videoclip ansehen und anschließend die Handlung ausführen, der Utility-Film stoppt dabei automatisch und wird erst auf Befehl des Anwenders fortgesetzt. Auf diese Weise wird der gesamte Arbeitsvorgang durchgeführt.
„Der Gattungsbegriff Utility Film wurde 2006 durch Robert Rothenberger (memex GmbH) geprägt. Er bezeichnet interaktive, nicht-lineare Instruktionsfilme, deren Haupteinsatzfeld in der Technischen Dokumentation Handlungsanleitungen aus dem Montage- und Schulungsumfeld sind“ (Schmolz 2010, S. 68f.). Utility Filme ermöglichen „die detailgenaue, lernwirksame Aufbereitung und Konservierung von Expertenwissen aus buchstäblich erster Hand“ (Schmolz 2010, S. 80).
Im Gegensatz zum Utility-Film ist eine Videoanleitung ein durchgängiger Film.
Utility-Filme können aus Videos, 2D/3D-Animationen, Trickfilmen, Screencasts (Software-Videoanleitungen) oder anderen Bewegtbildmedien bestehen.
Utility-Filme kommen vorwiegend an Arbeitsplätzen zum Einsatz. Sie werden je nach Einsatzgebiet und Anwendung auf Laptops, Displays an Maschinen, kleineren tragbaren Geräten wie Palmtops oder auch speziellen Brillen betrachtet.

## Intention
Im Rahmen der Technischen Dokumentation von Unternehmen werden zunehmend bildbasierte und Bewegtbild-Anleitungen eingesetzt. Diese Anleitungen haben wesentliche wirtschaftliche Vorteile:
1. Übersetzungskosten bei international agierenden Unternehmen werden erheblich reduziert.
2. Reparatur- oder Montagevorgänge werden während der Produktion überprüft und gegebenenfalls optimiert.
3. Es gibt keine Sprachbarrieren oder sprachliche Missdeutungen (= weniger Fehlmontagen).

## Abgrenzung der Begriffe „Hypervideo“ und „Utility-Film“
Der Utility Film ist ein besonderes Hypervideo mit folgenden Merkmalen:
- Utility Filme zeigen durchschnittlich 3–4 Sekunden Darstellungen von Aktionen. Diese Aktionen können zum einen menschliche als auch computergesteuerte Aktivitäten sein. In der Regel werden die menschlichen Tätigkeiten und Displayanzeigen mit der Videokamera aufgezeichnet. Die computersimulierten Aktionen können zum einen durch Bildschirmaufzeichnungsprogramme oder durch 3D-Animationsprogramme aufgenommen werden.
- Der Utility Film zeigt die Aktionen ohne Ton. Daher kann sich der Anwender ganz auf die visuellen Informationen konzentrieren und wird nicht durch auditive Informationen abgelenkt. Ein weiterer Vorteil: Der Utility Film kann sofort international, ohne Übersetzungsaufwand, eingesetzt werden.
- Der Utility Film zeigt die Aktionen aus Anwenderperspektive, damit der Anwender die gezeigten Handlungen intuitiver erfassen und umsetzen kann.
- Der Utility Film stoppt nach jedem Handlungsschritt, damit der Anwender das gesehene sofort umsetzen kann.
- Jeder Utility Film muss einen Praxistest durchlaufen. Bei diesem Praxistest wird überprüft, ob er vom Anwender intuitiv verstanden wird und die gezeigten Handlungsschritte präzise und sicher umgesetzt werden.

Utility Filme zeigen Handlungsschritte in Form von durchschnittlich 3 bis viersekündigen Videoclips, die grundsätzlich nach dem KAI-Modell aufgebaut sind. KAI bezeichnet dabei die Handlungsfolge Key, Action und Information und wurde von Mark Wagener, damals Produktentwickler der memex GmbH entwickelt (vgl. Wagener 2008, 323). „Das Schlüsselbild (Key) stellt die Ausgangssituation der Folge dar. Sie sollte die anschließende Handlung bereits andeuten, so dass beim Durchsuchen des Films auf den ersten Blick eine inhaltliche Einordnung möglich ist. Darauf folgt die Darstellung des auszuführenden Handlungsschritts (Action), die mit einem Standbild des Arbeitsergebnisses (Information) abschließt. Dieses Informationsbild kann mit handlungsrelevanten Zusatzinformationen wie Sollwerte für Messvorgänge, Drehmomente oder Werkzeugangaben ergänzt werden, die somit während der Praxisphase einsehbar bleiben. Damit wird für den Anwender die Vollständigkeit und Richtigkeit seiner Handlung unmittelbar überprüfbar. Erst nach dieser Rückversicherung leitet er aktiv die Wiedergabe des folgenden Handlungsschritts ein.“ (Schmolz 2010, S. 77f.)

## Gesetzliche Grundlagen und Sicherheit
Wenn Utility-Filme jedoch in der Technischen Dokumentation von Unternehmen eingesetzt werden, müssen sie auch bestimmten Kriterien entsprechen. Wie bei schriftlichen Anleitungen müssen sie unter anderem verständlich und sicher sein. Der spätere Benutzer darf keinen Schaden nehmen, wenn er die Anleitungsschritte des Films befolgt. Dabei müssen sich Utility-Filme genauso an die geltenden Gesetze, Normen und Richtlinien halten wie schriftliche Dokumentationen.